# Islam Dudaev
Islam Dudaev (russisch Ислам Лечиевич Дудаев Islam Letschijewitsch Dudajew; geb. 15. Januar 1995 in Chassawjurt, Russland) ist ein russisch-albanischer Ringer. Nach seiner Einbürgerung in Albanien im Jahr 2021 gewann der Tschetschene bei den Olympischen Spielen 2024 in Paris eine Bronzemedaille für Albanien im Freistil Leichtgewicht.

## Sportliche Karriere
Dudaev gelangen früh sportliche Spitzenplätze. So erzielte er 2017 und 2018 an den U23-Weltmeisterschaften eine Bronzemedaille. Der große Durchbruch wollte ihm aber lange nicht gelingen. Nach 2018 hatte er nur noch wenige Erfolge. Er überlegte sich schon, seine Profikarriere zu beenden.
2021 wurden er und Zelimkhan Abakarov von Sahit Prizreni, dem Präsidenten des albanischen Ringerverbands und ehemaliger albanischer Spitzenringer, angefragt, ob sie nicht für Albanien antreten wollten. Aufgrund der großen Konkurrenz innerhalb Russlands war es damals für Sportler, die nicht zur absoluten Weltspitze gehörten, schwierig, an Startplätze für große Turniere zu kommen. Noch im gleichen Jahr wurden die beiden Tschetschenen in Albanien eingebürgert.
Allmählich konnte Dudaev wieder an frühere Erfolge anknüpfen. Bei den Europameisterschaften 2022 in Budapest gewann er eine Bronzemedaille (Freistil, 65 kg). Bei den Mittelmeerspiele 2022 im algerischen Oran gab es nochmals einen dritten Platz. Bei Turnieren in Tirana und Sofia stand er wiederholt ganz oben auf dem Podest. 2024 gelang dann bei den Europameisterschaften in Bukarest der große Durchbruch. Seine erste Goldmedaille bei einem großen Turnier und das erste EM-Gold für Albanien im Ringen (Freistil, 65 kg).
Bezüglich der Olympia-Qualifikation wurde es nochmals spannend. Beim europäischen Qualifikationsturnier Anfang April in Baku konnte Dudaev noch kein Ticket erlangen, da er in der dritten Runde ausgeschieden war. Beim letzten Qualifikationsturnier in Istanbul siegte er. Die Erwartungen an ihn und seine beiden russischen Kollegen vor den Olympischen Spielen in Paris waren deshalb hoch. Und Dudaev erfüllte diese. Auf den Sieg über Gaku Akazawa (Samoa; 10:0) gab es zwar eine Niederlage gegen den Iraner Rahman Amouzad (0:11). In der Hoffnungsrunde konnte er aber gegen den US-Amerikaner Zain Retherford gewinnen (5:0) und schlug dann den Ungarn Ismail Musukajew knapp 13:12. Somit konnte er einen Tag nach seinem Kollegen Chermen Valiev die zweite olympische Medaille in der Geschichte Albaniens gewinnen. Dudaev war Fahnenträger für Albanien bei der Abschlussfeier. Valiev und Dudaev wurden bei ihrer Rückkehr nach Tirana gefeiert. Dudaev bedankte sich bei Albanien und hoffte, dass er bei nächster Gelegenheit olympisches Gold für Albanien hole.